# Copa Mundial de Rugby de 2025
La Copa Mundial Femenina de Rugby de 2025 será la décima edición del principal campeonato femenino de selecciones a nivel mundial. 
El torneo se realizará en Inglaterra, la decisión sobre la asignación fue entregada el 12 de mayo de 2022.

## Organizador
En noviembre de 2021 se confirmó que Inglaterra es el principal interesado en albergar la edición 2025, sumado a esto el concejo de World Rugby indicó que el país es el mejor preparado para organizar el torneo.

## Selecciones participantes
Por primera ocasión el torneo contará con 16 selecciones, cuatro más que la edición 2021, con la finalidad de hacer crecer el deporte a nivel mundial en la categoría femenina.
Cuatro países (Inglaterra, Canadá, Francia y Nueva Zelanda) accedieron automáticamente al acabar entre los cuatro primeros puestos en la Copa Mundial de Rugby de 2021. 
Además de los clasificados por cada confederación, se sumarán 6 clasificados del WXV 2024 y una del Pacific Four Series.

### Clasificación
| Competición                             | Plazas | Equipos clasificados                                      |
| --------------------------------------- | ------ | --------------------------------------------------------- |
| Copa Mundial de Rugby de 2021           | 4      | Canadá · Francia · Inglaterra (anfitrión) · Nueva Zelanda |
| Seis Naciones Femenino 2024             | 1      | Irlanda                                                   |
| Pacific Four Series 2024                | 1      | Estados Unidos                                            |
| Asia Rugby Women's Championship 2024    | 1      | Japón                                                     |
| Rugby Africa Women's Cup 2024           | 1      | Sudáfrica                                                 |
| Oceania Rugby Women's Championship 2024 | 1      | Fiyi                                                      |
| Definición Sudamericana                 | 1      | Brasil                                                    |
| WXV 2024                                | 6      | Australia Escocia Gales Italia Samoa España               |

## Fase de grupos

### Grupo A
| Pos. | Equipo         | Encuentros | Encuentros | Encuentros | Encuentros | Tantos  | Tantos    | Tantos     | Puntos |
| Pos. | Equipo         | jugados    | ganados    | empatados  | perdidos   | a favor | en contra | diferencia | Puntos |
| ---- | -------------- | ---------- | ---------- | ---------- | ---------- | ------- | --------- | ---------- | ------ |
| 1    | Australia      |            |            |            |            |         |           |            |        |
| 2    | Inglaterra     |            |            |            |            |         |           |            |        |
| 3    | Samoa          |            |            |            |            |         |           |            |        |
| 4    | Estados Unidos |            |            |            |            |         |           |            |        |

#### Partidos del grupo A
| 22 de agosto de 2025 | Inglaterra | vs. | Estados Unidos | Stadium of Light, Sunderland |  |

| 23 de agosto de 2025 | Australia | vs. | Samoa | Salford City Stadium, Mánchester |  |

| 30 de agosto de 2025 | Inglaterra | vs. | Samoa | Franklin's Gardens, Northampton |  |

| 30 de agosto de 2025 | Estados Unidos | vs. | Australia | York Community Stadium, York |  |

| 6 de septiembre de 2025 | Estados Unidos | vs. | Samoa | York Community Stadium, York |  |

| 6 de septiembre de 2025 | Inglaterra | vs. | Australia | Falmer Stadium, Brighton |  |

### Grupo B
| Pos. | Equipo  | Encuentros | Encuentros | Encuentros | Encuentros | Tantos  | Tantos    | Tantos     | Puntos |
| Pos. | Equipo  | jugados    | ganados    | empatados  | perdidos   | a favor | en contra | diferencia | Puntos |
| ---- | ------- | ---------- | ---------- | ---------- | ---------- | ------- | --------- | ---------- | ------ |
| 1    | Canadá  |            |            |            |            |         |           |            |        |
| 2    | Fiyi    |            |            |            |            |         |           |            |        |
| 3    | Escocia |            |            |            |            |         |           |            |        |
| 4    | Gales   |            |            |            |            |         |           |            |        |

#### Partidos del grupo B
| 23 de agosto de 2025 | Escocia | vs. | Gales | Salford City Stadium, Mánchester |  |

| 23 de agosto de 2025 | Canadá | vs. | Fiyi | York Community Stadium, York |  |

| 30 de agosto de 2025 | Canadá | vs. | Gales | Salford City Stadium, Mánchester |  |

| 30 de agosto de 2025 | Escocia | vs. | Fiyi | Salford City Stadium, Mánchester |  |

| 6 de septiembre de 2025 | Canadá | vs. | Escocia | Sandy Park, Exeter |  |

| 6 de septiembre de 2025 | Gales | vs. | Fiyi | Sandy Park, Exeter |  |

### Grupo C
| Pos. | Equipo        | Encuentros | Encuentros | Encuentros | Encuentros | Tantos  | Tantos    | Tantos     | Puntos |
| Pos. | Equipo        | jugados    | ganados    | empatados  | perdidos   | a favor | en contra | diferencia | Puntos |
| ---- | ------------- | ---------- | ---------- | ---------- | ---------- | ------- | --------- | ---------- | ------ |
| 1    | Irlanda       |            |            |            |            |         |           |            |        |
| 2    | Japón         |            |            |            |            |         |           |            |        |
| 3    | Nueva Zelanda |            |            |            |            |         |           |            |        |
| 4    | España        |            |            |            |            |         |           |            |        |

#### Partidos del grupo C
| 24 de agosto de 2025 | Irlanda | vs. | Japón | Franklin's Gardens, Northampton |  |

| 24 de agosto de 2025 | Nueva Zelanda | vs. | España | York Community Stadium, York |  |

| 31 de agosto de 2025 | Irlanda | vs. | España | Franklin's Gardens, Northampton |  |

| 31 de agosto de 2025 | Nueva Zelanda | vs. | Japón | Sandy Park, Exeter |  |

| 7 de septiembre de 2025 | Japón | vs. | España | York Community Stadium, York |  |

| 7 de septiembre de 2025 | Nueva Zelanda | vs. | Irlanda | Falmer Stadium, Brighton |  |

### Grupo D
| Pos. | Equipo    | Encuentros | Encuentros | Encuentros | Encuentros | Tantos  | Tantos    | Tantos     | Puntos |
| Pos. | Equipo    | jugados    | ganados    | empatados  | perdidos   | a favor | en contra | diferencia | Puntos |
| ---- | --------- | ---------- | ---------- | ---------- | ---------- | ------- | --------- | ---------- | ------ |
| 1    | Brasil    |            |            |            |            |         |           |            |        |
| 2    | Francia   |            |            |            |            |         |           |            |        |
| 3    | Italia    |            |            |            |            |         |           |            |        |
| 4    | Sudáfrica |            |            |            |            |         |           |            |        |

#### Partidos del grupo D
| 23 de agosto de 2025 | Francia | vs. | Italia | Sandy Park, Exeter |  |

| 24 de agosto de 2025 | Sudáfrica | vs. | Brasil | Franklin's Gardens, Northampton |  |

| 31 de agosto de 2025 | Italia | vs. | Sudáfrica | York Community Stadium, York |  |

| 31 de agosto de 2025 | Francia | vs. | Brasil | Sandy Park, Exeter |  |

| 7 de septiembre de 2025 | Italia | vs. | Brasil | Franklin's Gardens, Northampton |  |

| 7 de septiembre de 2025 | Francia | vs. | Sudáfrica | Franklin's Gardens, Northampton |  |

## Fase final
|  | Cuartos de final | Cuartos de final |                        |  | Semifinales | Semifinales |  |  | Final            | Final |
|  |                  |                  |                        |  |             |             |  |  |                  |       |
|  | 13 de septiembre |                  |                        |  |             |             |  |  |                  |       |
|  |                  |                  |                        |  |             |             |  |  |                  |       |
|  |                  |                  |                        |  |             |             |  |  |                  |       |
|  | 19 de septiembre |                  |                        |  |             |             |  |  |                  |       |
|  |                  |                  |                        |  |             |             |  |  |                  |       |
|  |                  |                  |                        |  |             |             |  |  |                  |       |
|  | 13 de septiembre |                  |                        |  |             |             |  |  |                  |       |
|  |                  |                  |                        |  |             |             |  |  |                  |       |
|  |                  |                  |                        |  |             |             |  |  |                  |       |
|  |                  |                  | 27 de septiembre       |  |             |             |  |  |                  |       |
|  |                  |                  |                        |  |             |             |  |  |                  |       |
|  |                  |                  |                        |  |             |             |  |  |                  |       |
|  | 14 de septiembre |                  |                        |  |             |             |  |  |                  |       |
|  |                  |                  |                        |  |             |             |  |  |                  |       |
|  |                  |                  |                        |  |             |             |  |  |                  |       |
|  | 20 de septiembre |                  |                        |  |             |             |  |  |                  |       |
|  |                  |                  |                        |  |             |             |  |  |                  |       |
|  |                  |                  | Tercer y cuarto puesto |  |             |             |  |  |                  |       |
|  | 14 de septiembre |                  |                        |  |             |             |  |  |                  |       |
|  |                  |                  |                        |  |             |             |  |  |                  |       |
|  |                  |                  |                        |  |             |             |  |  |                  |       |
|  |                  |                  |                        |  |             |             |  |  |                  |       |
|  |                  |                  |                        |  |             |             |  |  |                  |       |
|  |                  |                  |                        |  |             |             |  |  |                  |       |
|  |                  |                  |                        |  |             |             |  |  | 27 de septiembre |       |
|  |                  |                  |                        |  |             |             |  |  |                  |       |

#### Cuartos de final
| 13 de septiembre de 2025 |  | vs. |  | Sandy Park, Exeter |  |

| 13 de septiembre de 2025 |  | vs. |  | Ashton Gate, Bristol |  |

| 14 de septiembre de 2025 |  | vs. |  | Sandy Park, Exeter |  |

| 14 de septiembre de 2025 |  | vs. |  | Ashton Gate, Bristol |  |

#### Semifinales
| 19 de septiembre de 2025 |  | vs. |  | Ashton Gate, Bristol |  |

| 20 de septiembre de 2025 |  | vs. |  | Ashton Gate, Bristol |  |

#### Partido por el 3.º y 4.º puesto
| 27 de septiembre de 2025 |  | vs. |  | Twickenham, Londres |  |

#### Final
| 27 de septiembre de 2025 |  | vs. |  | Twickenham, Londres |  |